# Hamad Ndikumana
Hamad Ndikumana (5 oktober 1978 – Kigali (Rwanda), 14 november 2017) was een Rwandees voetballer die bij voorkeur als verdediger speelde. Hij kwam tijdens zijn carrière onder meer uit voor de Belgische clubs KV Mechelen en KAA Gent en verscheidene clubs in de Cypriotische competitie.

## Clubcarrière
Ndikumana kwam in 2000 naar België, waar hij eerst uitkwam voor KFC Turnhout en in het seizoen 2001/02 voor RSC Anderlecht. Daar speelde hij uiteindelijk geen enkele officiële wedstrijd en verhuisde bij de start van het seizoen 2002/03 naar KV Mechelen. Na dat seizoen trok hij naar KAA Gent, waar hij twee seizoenen zou blijven.
Vanaf 2005 zette hij zijn carrière verder in Cyprus, waar hij voor verscheidene clubs uitkwam. In 2011 beëindigde hij zijn profcarrière en keerde terug naar zijn geboorteland, waar hij actief was als assistent-coach.
Ndikumana overleed plotseling op 39-jarige leeftijd, kort nadat hij klaagde over pijn in de borststreek.

## Interlandcarrière
Ndikumana kwam ook uit voor het nationale elftal van Rwanda. In 2004 plaatste hij zich met Rwanda voor de eerste keer in de geschiedenis van het land voor de Afrika Cup.